# Bracia Sullivan

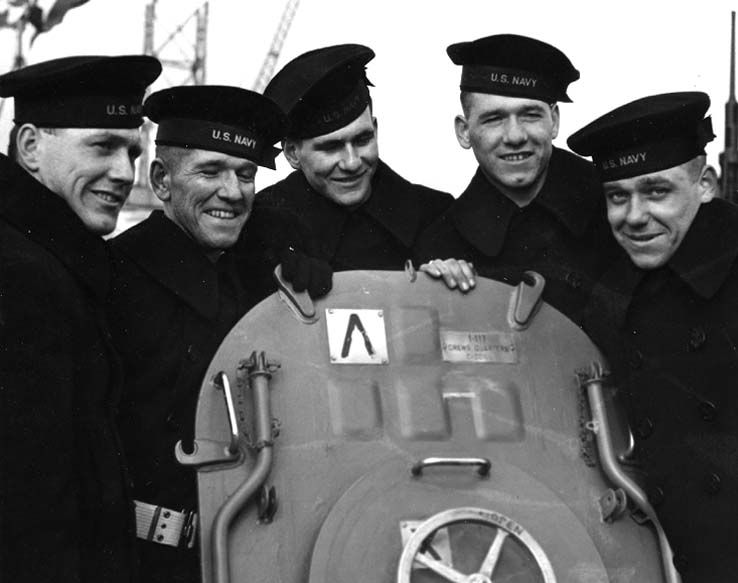
Bracia Sullivan na pokładzie krążownika USS „Juneau” (CL-52). Od lewej do prawej: Joseph, Francis, Albert, Madison i George

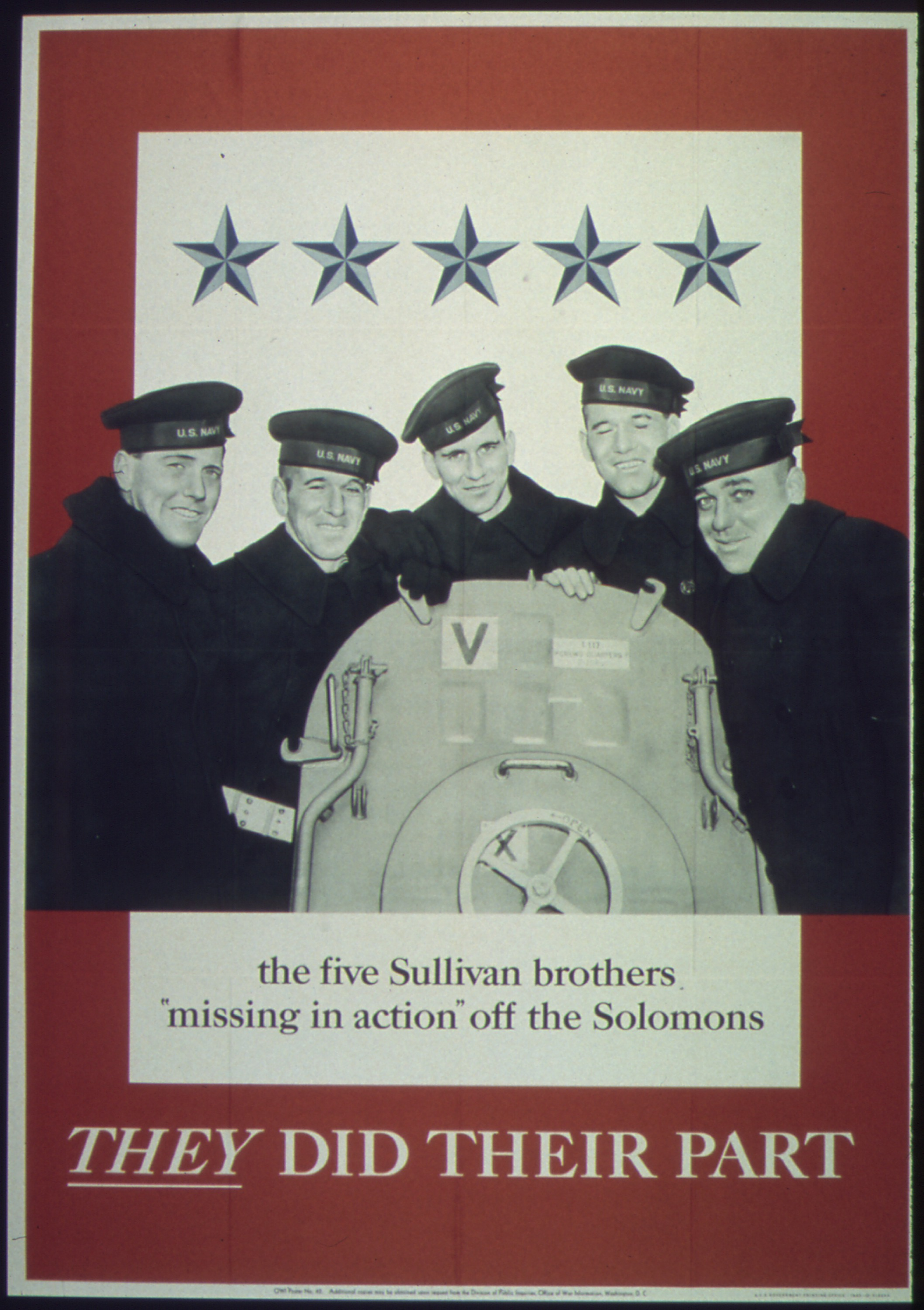
Amerykański plakat upamiętniający braci Sullivan

Bracia Sullivan (ang. Sullivan brothers) – pięciu braci, amerykańskich marynarzy, którzy zginęli 13 listopada 1942 roku służąc na jednym okręcie w czasie II wojny światowej. Byli członkami załogi lekkiego krążownika USS „Juneau” (CL-52), zatopionego po bitwie pod Guadalcanalem przez japoński okręt podwodny. Od tego czasu dowództwo floty USA nakazało rozdzielać rodzeństwo na różne okręty, aby prawdopodobieństwo, że żaden nie przeżyje wojny było niższe. 
Sullivanowie byli mieszkańcami Waterloo w stanie Iowa. Byli to:
- George Thomas Sullivan, lat 27 (ur. 14 grudnia 1914), mat artylerzysta drugiej klasy (ang. Gunner’s Mate Second Class). Został wcześniej zwolniony ze służby w maju 1941 roku w stopniu mata artylerzysty trzeciej klasy.
- Francis „Frank” Henry Sullivan, lat 24 (ur. 28 sierpnia 1918), sternik (ang. Coxswain). Został wcześniej zwolniony ze służby w maju 1941 roku w stopniu marynarza pierwszej klasy.
- Joseph „Joe” Eugene Sullivan, lat 24 (ur. 28 sierpnia 1918), marynarz drugiej klasy (ang. Seaman Second Class).
- Madison „Matt” Abel Sullivan, lat 23 (ur. 8 listopada 1919), marynarz drugiej klasy.
- Albert „Al” Leo Sullivan, lat 20 (ur. 8 lipca 1922), marynarz drugiej klasy.

Śmierć braci Sullivan przykuła uwagę amerykańskiej opinii publicznej i doprowadziła do wprowadzenia reguły w marynarce amerykańskiej, zabraniającej braciom służyć na tym samym okręcie. Ponadto, stała się impulsem do przyjęcia w amerykańskich siłach zbrojnych zasady Sole Survivor Policy (pol. zasada jedynego ocalałego), w myśl której po śmierci jednego z członków rodziny w działaniach wojennych, należało nie dopuścić do śmierci pozostałych członków bliskiej rodziny służących w siłach zbrojnych.

## Upamiętnienie
Na cześć braci nazwano dwa amerykańskie niszczyciele: USS The Sullivans (DD-537) i USS The Sullivans (DDG-68) (były to jedyne amerykańskie okręty nazwane od grupy osób), nakręcono film i napisano piosenkę.